# Tetragonilla
Tetragonilla är ett släkte av bin. Tetragonilla ingår i familjen långtungebin.
Kladogram enligt Catalogue of Life:
| Tetragonilla | \| \| Tetragonilla atripes \| \| \| \| \| \| Tetragonilla collina \| \| \| \| |
|              | \| \| Tetragonilla atripes \| \| \| \| \| \| Tetragonilla collina \| \| \| \| |
|              | Tetragonilla atripes                                                          |
|              |                                                                               |
|              | Tetragonilla collina                                                          |
|              |                                                                               |